# Porfirio di Gaza
Porfirio (Tessalonica, 347 circa – Gaza, 26 febbraio 420) è stato un vescovo greco antico; fu vescovo di Gaza ed è venerato come santo dalla Chiesa cattolica e dalle Chiese ortodosse.

## Biografia
La vita di san Porfirio è nota per la biografia scritta dal suo discepolo e contemporaneo Marco, che fu suo diacono nella Chiesa di Gaza di cui Porfirio divenne vescovo attorno al 395. 
Nativo di Tessalonica in Grecia, verso il 378 si ritirò a vita eremitica nel deserto di Scetes in Egitto. Alcuni anni dopo passò in Palestina, ritirandosi in una grotta nei pressi del Giordano. La sua fama di santità, arricchita dalla sua generosità, attirò l'attenzione del vescovo di Gerusalemme Giovanni, che lo ordinò sacerdote attorno al 392.
Alla morte di Enea, vescovo di Gaza, fu chiamato a succedergli; venne consacrato vescovo dal metropolita Giovanni di Cesarea di Palestina. La biografia racconta le diverse lotte e le peripezie affrontate contro il paganesimo, ancora molto vivo a Gaza; la sua vittoria fu sancita da un editto dell'imperatore Teodosio I che gli concesse la facoltà di distruggere i templi pagani della sua città.
San Porfirio morì, dopo 25 anni di episcopato, il 26 febbraio 420.

## Culto
Il Martirologio romano lo ricorda il 26 febbraio: 
(Martirologio Romano)
A San Porfirio è dedicata la chiesa ortodossa di Gaza.